# Lamprocephalus montanus
Lamprocephalus es un género monotípico de plantas herbáceas perteneciente a la familia de las asteráceas. Su única especie: Lamprocephalus montanus, es originaria de Sudáfrica. 

## Descripción
Es un arbusto enano que alcanza un tamaño de 0.2 - 0.5 m de altura, a una altitud de  1200 - 2100 metros en Sudáfrica.

## Taxonomía
Lamprocephalus montanus fue descrita por  Rune Bertil Nordenstam    y publicado en Bot. Not. 128(3): 323. 1976